# Aglaia polyneura
Espèce
Statut de conservation UICN

 VU D2 : Vulnérable
Aglaia polyneura est une espèce de plantes du genre Aglaia de la famille des Meliaceae.